# Hygrobiidae
Hygrobiidae är en familj av skalbaggar som beskrevs av Régimbart 1879. Hygrobiidae ingår i ordningen skalbaggar, klassen egentliga insekter, fylumet leddjur och riket djur.
Familjen innehåller bara släktet Hygrobia.

## Bildgalleri

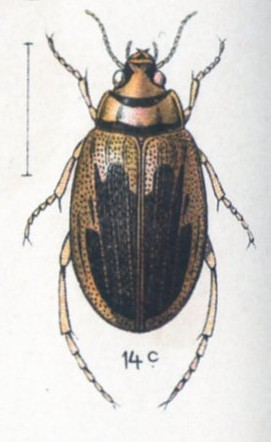
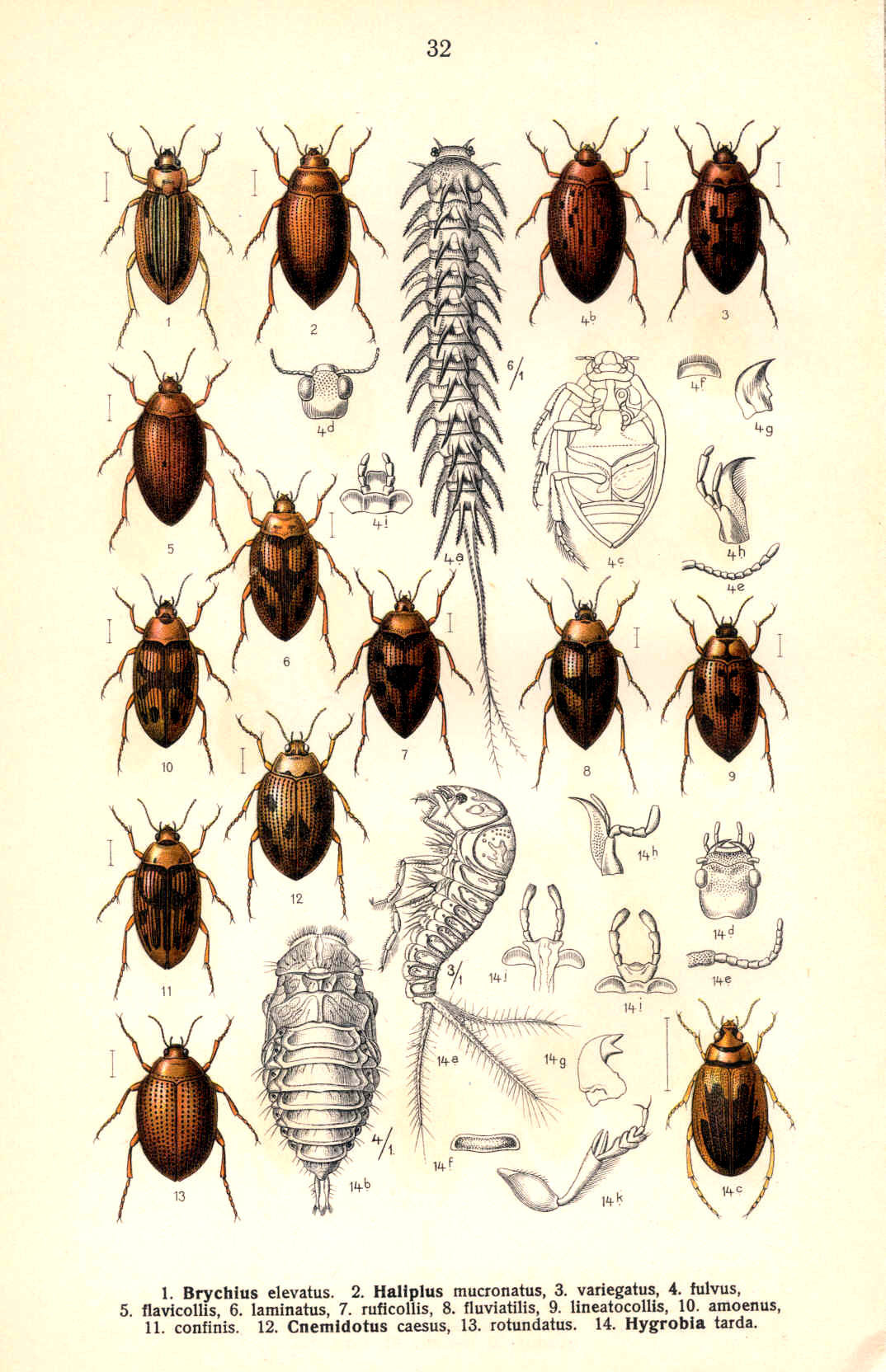